# Kathedrale Notre-Dame-de-l’Assomption (Ajaccio)

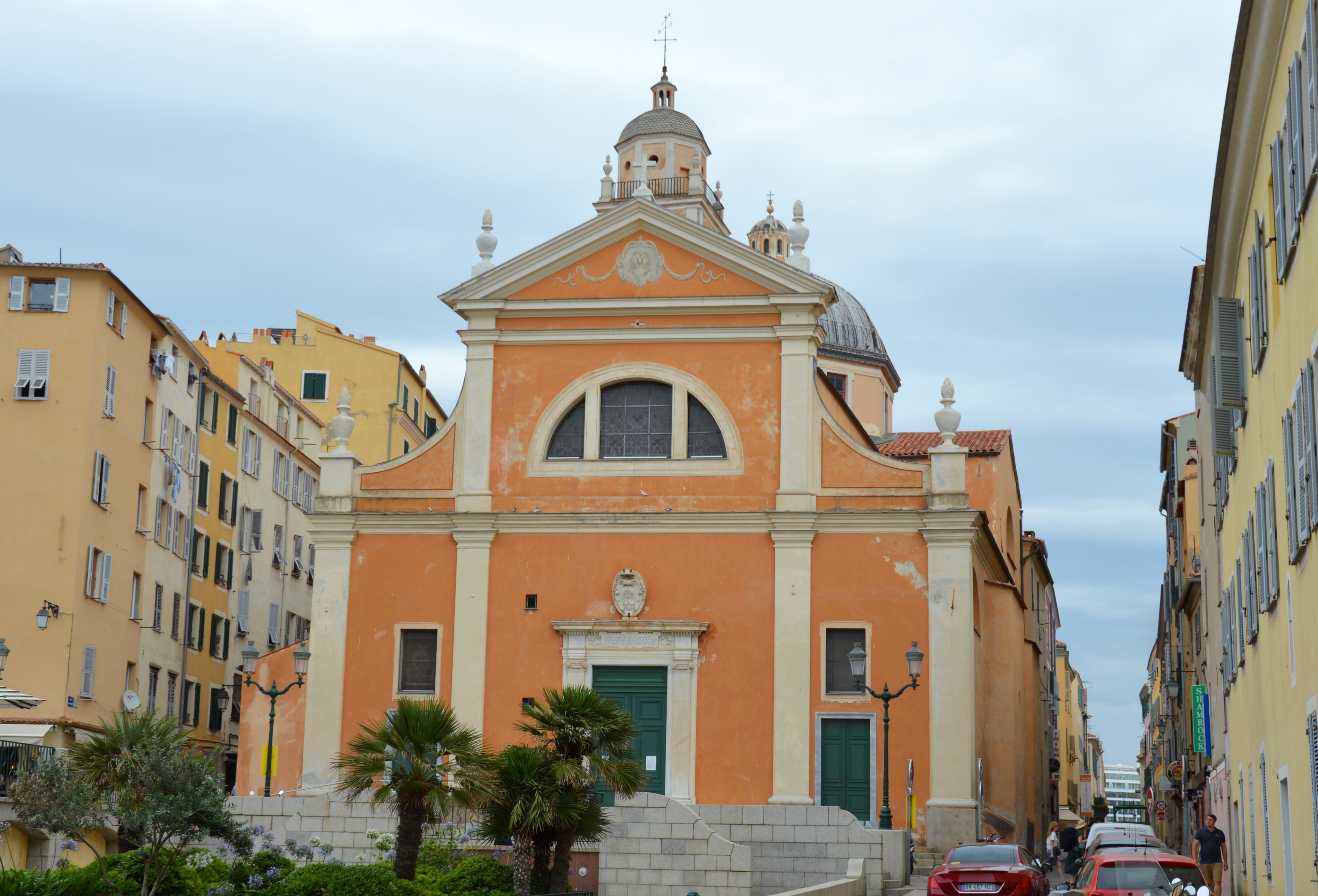
Kathedrale Notre-Dame-de-l’Assomption

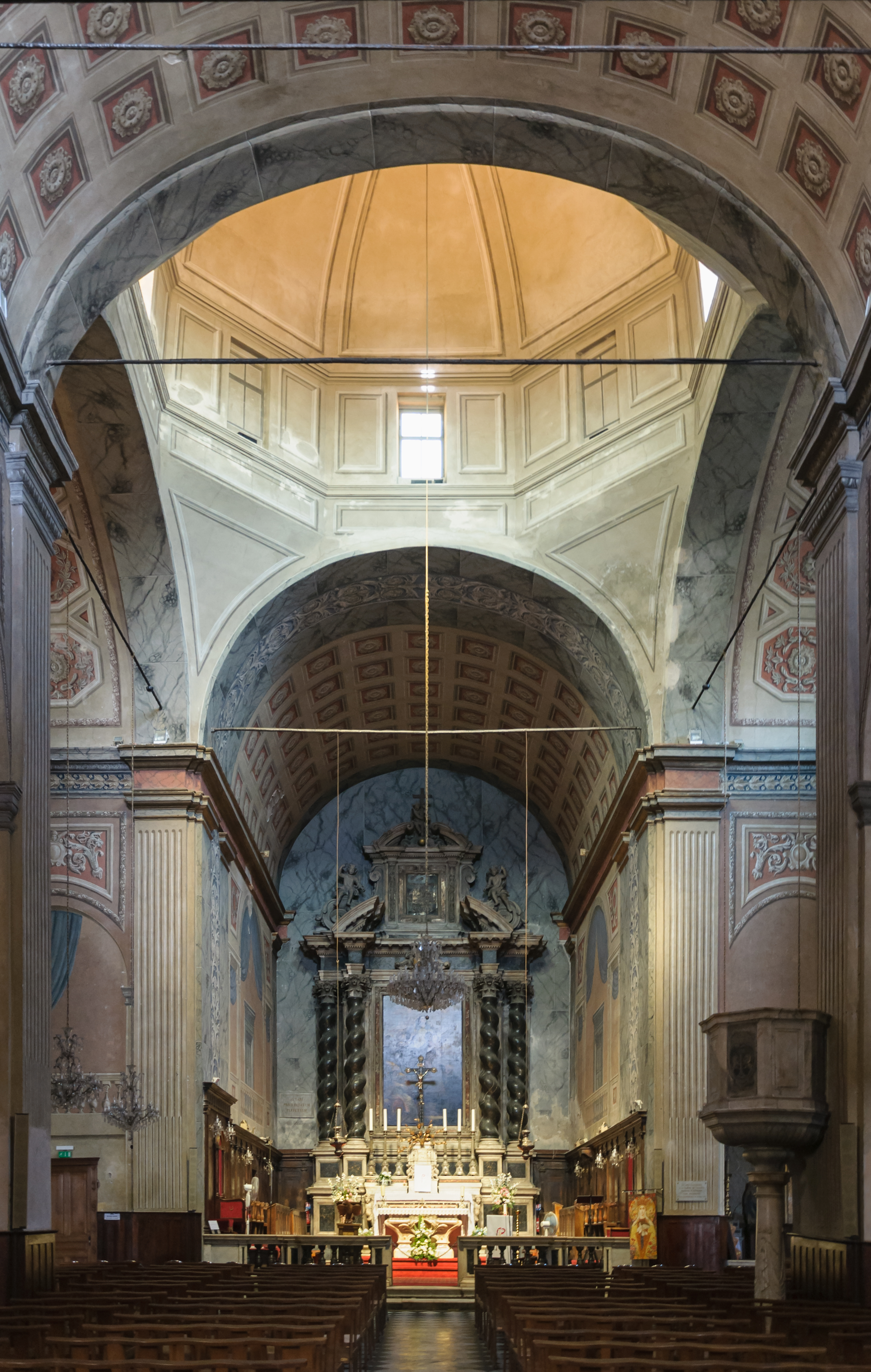
Kirchenschiff

Die Kathedrale Notre-Dame-de-l’Assomption ist eine katholische Kathedrale in Ajaccio, der Hauptstadt der Insel Korsika. Sie gehört zum Bistum Ajaccio und wird von den Einheimischen auch La Madonuccia genannt.

## Lage
Sie befindet sich in der Altstadt von Ajaccio, an der Nordseite der Rue Forcioli Conti. Südlich erstreckt sich ein Platz, der nach Süden zum Mittelmeer hin offen ist.

## Architektur und Geschichte

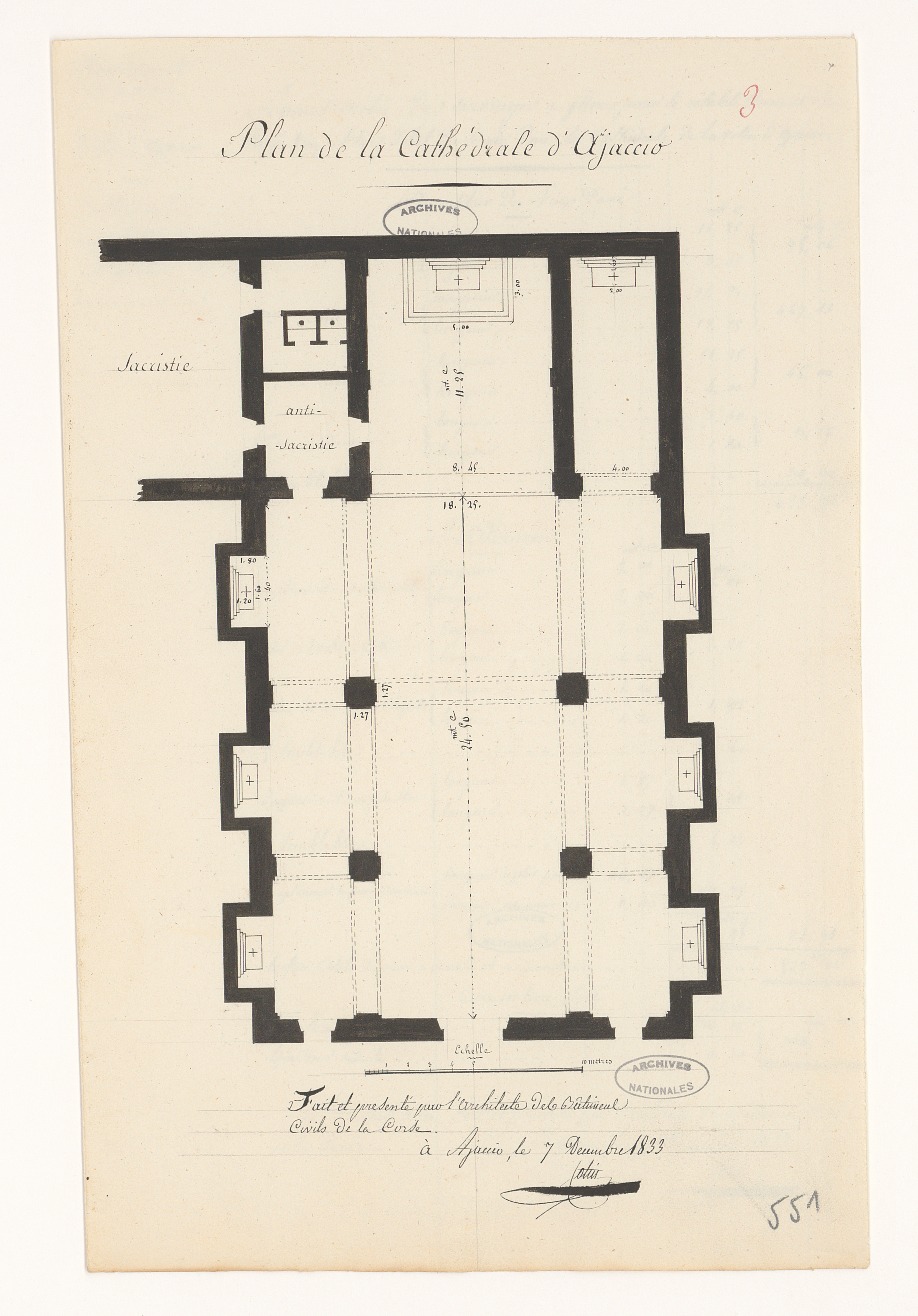
Grundriss von 1833

Die der heiligen Maria geweihte Kirche wurde ab 1554 an der Stelle eines Vorgängerbaus errichtet und schließlich 1593 unter Bischof Giulio Giustiniani geweiht. Sie ist im Stil der venezianischen Renaissance gestaltet. Der Grundriss ist in Form eines Kreuzes angelegt. Das Eingangsportal ist aus weißem Carrara-Marmor gefertigt. Oberhalb des Portals befindet sich das Wappen des Bischofs Giustiniani.
In der Kirche befindet sich ein großer Hauptaltar. Er stand ursprünglich in Lucca und gelangte als Geschenk Elisa Bonapartes, einer Schwester Napoleons, nach Ajaccio. In den beiden Seitenschiffen der Kathedrale befinden sich je drei Nebenaltäre in eigenen Kapellen. Bemerkenswert sind perspektivische Trompe-l’œil-Malereien in der Kirche. Darüber hinaus befindet sich ein 1822 von Eugène Delacroix geschaffenes Gemälde Vierge au Sacré-Cœur in der Kathedrale.
1764 heirateten in der Kathedrale Laetitia Ramolino und Carlo Buonaparte, die späteren Eltern Napoleon Bonapartes.
Am 21. Juli 1771 wurde in der Kirche dann der noch einjährige Napoleon Bonaparte, der spätere französische Kaiser getauft. Zugleich erfolgte auch die Taufe seiner erst etwas mehr als einen Monat alten Schwester Maria-Anna, die jedoch kurze Zeit später verstarb. Das marmorne, von einer Bronzekrone überspannte Taufbecken ist erhalten. Taufpaten waren Laurent Giubega und Gertruda Paravicini.
Auf der linken Seite des Eingangs befindet sich eine Inschriftentafel mit einem Zitat Napoleons. Als letzte Worte soll Napoleon geäußert haben: Wenn man meine Leiche ebenso verbannt, wie man meine Person verbannte, so möchte ich in der Kathedrale zu Ajaccio beigesetzt werden. Das Grab Napoleons befindet sich jedoch im Pariser Invalidendom und nicht in der Kathedrale von Ajaccio. Andere Mitglieder der Familie Bonaparte sind jedoch hier beigesetzt.
Am 15. September 1993 wurde die Kathedrale als Monument historique unter der Nummer PA00099058 eingetragen.

## Orgel
Die Orgel wurde 1846 von der Orgelbaufirma Cavaillé-Coll erbaut. Das Instrument wurde mehrfach restauriert, u. a. durch die Orgelbauer Merklin-Schütze; 1960 wurde das Instrument mit elektropneumatischen Trakturen ausgestattet, 1984 dann mit elektrischen Trakturen. Das Instrument hat
| I Positif de Dos C– |                    |        |
| 01.                 | Bourdon            | 8'     |
| 02.                 | Flûte harmonique 0 | 8'     |
| 03.                 | Flûte douce        | 4'     |
| 04.                 | Prestant           | 4'     |
| 05.                 | Nazard             | 2 ⁄3'  |
| 06.                 | Doublette          | 2'     |
| 07.                 | Tierce             | 1 3⁄5' |
| 08.                 | Cymbale IV         |        |

| II Grand Orgue C– |                |        |
| 09.               | Bourdon        | 16'    |
| 10.               | Bourdon        | 08'    |
| 11.               | Montre         | 08'    |
| 12.               | Salicional     | 08'    |
| 13.               | Violoncelle    | 08'    |
| 14.               | Prestant       | 04'    |
| 15.               | Dulciane       | 04'    |
| 16.               | Quinte         | 02 ⁄3' |
| 17.               | Doublette      | 02'    |
| 18.               | Fourniture IV0 |        |
| 19.               | Cymbale III    |        |
| 20.               | Cornet V       |        |
| 21.               | Bombarde       | 16'    |
| 22.               | Trompette      | 08'    |
| 23.               | Clairon        | 04'    |

| III Récit expressif C– |                     |     |
| 24.                    | Cor de nuit         | 08' |
| 25.                    | Gambe               | 08' |
| 26.                    | Voix-celeste        | 08' |
| 27.                    | Flûte traversière 0 | 08' |
| 28.                    | Flute octaviante    | 04' |
| 29.                    | Octavin             | 02' |
| 30.                    | Plein-jeu IV        |     |
| 31.                    | Trompette           | 08' |
| 32.                    | Hautbois            | 08' |
| 33.                    | Cromorne            | 08' |
| 34.                    | Voix-humaine        | 08' |
| 35.                    | Clairon             | 04' |
|                        | Trémolo             |     |

| Pédale C– |                       |     |
| 36.       | Flûte acoustique      | 32' |
| 37.       | Flûte                 | 16' |
| 38.       | Flûte                 | 08' |
| 39.       | Flûte                 | 04' |
| 40.       | Bombarde acoustique 0 | 32' |
| 41.       | Bombarde              | 16' |
| 42.       | Trompette             | 08' |
| 43.       | Clairon               | 04' |

- Koppeln: I/II, III/II, I/P, II/P, III/P